# Stefaniola parva
Stefaniola parva är en tvåvingeart som först beskrevs av Tavares 1919.  Stefaniola parva ingår i släktet Stefaniola och familjen gallmyggor.
Artens utbredningsområde är Spanien. Inga underarter finns listade i Catalogue of Life.